# José Callejón
José María Callejón Bueno (Motril, 11 de fevereiro de 1987) é um futebolista espanhol que atua como ponta-direita. Atualmente está no Marbella.

## Títulos
Real Madrid
- Campeonato Espanhol: 2011–12
- Supercopa da Espanha: 2012

Napoli
- Copa da Itália: 2013–14, 2019–20
- Supercopa da Itália: 2014

### Artilharias
- Terceira Divisão Espanhola: 2007–08 (21 gols)
- World Football Challenge: 2012 (3 gols)
- Eusébio Cup: 2012 (2 gols)
- Copa da Itália: 2013–14 (3 gols)